# 西藏人权
西藏的人权是一个有争议的话题。据报道，西藏侵犯人权的行为包括限制宗教、信仰和结社自由；任意逮捕；拘留期间的虐待，包括酷刑；强迫堕胎和绝育。宗教方面的人权问题，主要与宗教和政治人物有关，例如第十四世达赖喇嘛的流亡，是经常受到批评的话题，另外第十一世班禅和第十七世噶瑪巴的認定方面也有著重大爭議。

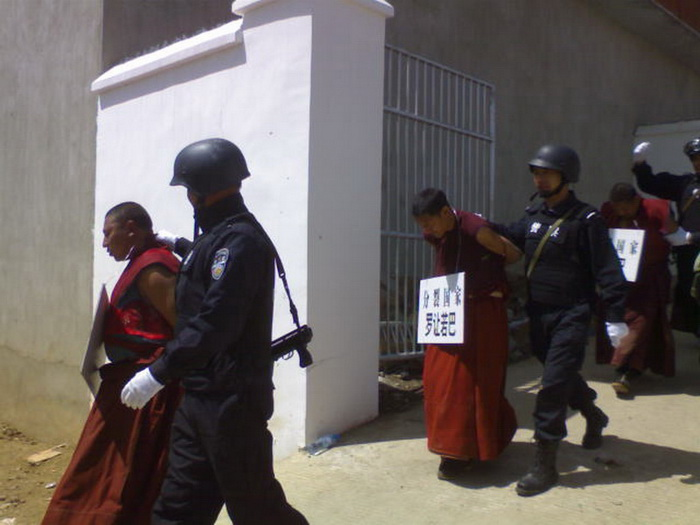
照片显示中国警方逮捕了一群西藏僧人

根据历史文献等资料，1951年以前，西藏由神权政体或农奴制统治，社会等级制度类似种姓制度；中共政權入主西藏後的西藏人權實際狀況，多方存在着爭議，西藏人權問題也是中華人民共和國人權最主要的焦點之一。

## 國際看法
根据1992年国际特赦组织的一份报告（未经核实的数字），中国的司法标准，包括西藏自治区的司法标准，没有达到“国际标准”。报告指控中国共产党政府关押政治犯和良心犯；虐待被拘留者，包括酷刑，以及面对虐待不作为；使用死刑；法外处决；以及强迫堕胎和绝育。20世纪80年代末发表的一系列报告证实了这一说法，即中国正在迫使藏人坚持严格的计划生育，包括强迫堕胎、绝育，甚至杀婴。路透社2020年的一份报告指出，西藏人口的15％是人权组织认为具有强制性的大规模劳工计划的一部分。批评中共的人士说，中共旨在消除“分裂主义、恐怖主义和宗教极端主义三大邪恶”的官方目标被用作侵犯人权的借口。
有媒体与国家指由于中国没有新闻自由，西藏的媒体受到中国领导层的严格控制，因此很难明确界定侵犯人权的范围。
2023年2月6日，三名联合国独立人权专家表示，中国政府旨在通过寄宿学校系统在文化、宗教和语言上同化藏族人民的政策，影响了大约100万名藏族儿童。这违反了国际人权标准。
2023年4月27日，6名聯合國特別報告員對中國政府的職業訓練及勞動轉移計畫表示關切，並認為該計劃是被用於破壞西藏宗教、語言跟文化認同、以及監控並灌輸西藏人思想的藉口，可能導致強迫勞動。
2023年8月22日，美国国务院对美方認為的参与强迫同化西藏兒童政的中国官员实施签证限制。
2023年12月14日，欧洲议会以477票赞成、14票反对的结果通过一项决议，敦促中国当局立即废除在西藏的压迫性寄宿制学校系统。决议同时呼吁欧盟成员国，对参与强制同化藏人儿童的中国官员实施签证限制。

## 中华人民共和国官方
中华人民共和国官方聲稱，与西方的报道和批评相反，中国官方统计数据显示，西藏的人权状况有了巨大改善。西藏是过去几十年中国所有省级地区中人口增长最快的地区之一。截至2018年，西藏自治区人口达到343万人，比1952年增长198%。根据2010年第六次全国人口普查，西藏自治区常住人口300.22万人，有50个民族，其中藏族人口271.64万人，占90.48%；汉族人口24.53万人，占8.17%；其他少数民族人口4.05万人，占1.35%。西藏的人均预期寿命达到70.6岁，比上世纪50年代初西藏并入中华人民共和国时的35.5岁有所提高。